# Axonopus jesuiticus
Axonopus jesuiticus är en gräsart som först beskrevs av Paulo Agostinho de Matos Araujo, och fick sitt nu gällande namn av José Francisco Montenegro Valls. Axonopus jesuiticus ingår i släktet Axonopus och familjen gräs. Inga underarter finns listade i Catalogue of Life.